# Sofie De Caigny
Sofie De Caigny (1977) is een Belgische historicus, schrijver en curator. Ze is sinds 2018 directeur van het Vlaams Architectuurinstituut. 

## Opleiding en wetenschappelijk onderzoek
Sofie de Caigny behaalde haar diploma in Geschiedenis en Cultuurmanagement aan de KU Leuven en de Universiteit van Barcelona. In 2002 en 2003 publiceerde ze enkele artikels rond de socio-economische geschiedenis en bedrijfsgeschiedenis in de nieuwste tijd. Vanaf 2004 spitste ze zich meer toe op woongeschiedenis en de rol van vrouwen en architectuur in een sociaal-maatschappelijke geschiedenis, voornamelijk tijdens de interbellumperiode. In 2007 verkreeg ze haar doctoraat met het proefschrift Bouwen aan een nieuwe thuis. Wooncultuur in Vlaanderen tijdens het interbellum, dat gepubliceerd is bij de Leuvense Universitaire Pers.
Sinds 2011 is De Caigny docent aan de Universiteit Antwerpen, waar ze het vak Architectuurkritiek geeft.

## Verdere loopbaan
In 2006 werd De Caigny coördinator van het Centrum Vlaamse Architectuurarchieven. Ze bracht in deze periode publicaties alsook handleidingen uit rond (architectuur)archieven, waarrond ze tevens enkele workshops organiseerde. In deze periode ontwikkelde De Caigny zich als curator, architectuurcriticus en redacteur, onder andere voor de tentoonstelling in deSingel rond Renaat Braem in 2010. Vanaf 2006 vertegenwoordigde ze het Vlaams Architectuurinstituut bij ICAM, en werd er in 2014 secretaris generaal. In 2018 nam De Caigny de rol van directeur van het Vlaams architectuurinstituut op. Haar intrede luidde tevens de oprichting van het Architectuurarchief Vlaanderen in. Deze uitbreiding bezorgde het instituut in 2019 een overwinning op de Ultima’s voor Roerend Erfgoed 2019. Ze neemt het als directeur op voor de waarde van de Vlaamse architectuur en architecten in zowel verleden, heden als toekomst. Haar nieuwe rol gaat gepaard met de functie van hoofdredacteur voor het Tweejaarlijks Architectuurboek Vlaanderen¸ waarin De Caigny ook vaste eigen bijdragen levert. Ze is ook verantwoordelijk voor het tweejaarlijks architectuurfestival.
Daarnaast is ze vanaf 23 juni 2024 benoemd tot nieuwe voorzitter van de Commissie Omgevingskwaliteit en Cultureel Erfgoed Rotterdam. De commissie toetst grote en ingewikkelde bouwplannen in de gemeente Rotterdam op het vlak van welstand en ruimtelijke kwaliteit.

### Publieke optredens
De Caigny werd uitgenodigd als specialist architectuurhistoricus voor het televisieprogramma Monumentenstrijd op Canvas in 2007, waar ze samen met architect Stijn Peeters de kijkers begeleidde in hun keuze voor welk stuk erfgoed het prijsgeld verdiende. Sinds haar rol als directeur voor het VAI stijgt haar aanwezigheid in het publieke oog. Zo werd ze onder andere reeds meermaals uitgenodigd bij het programma Pompidou van Klara. Ze was ook te gast bij Architecture Masters, de bijhorende podcast van het London Festival of Architecture.

## Selectie van publicaties[2]
- Sofie De Caigny, Chantal Vancoppenolle en Erik Buyst, “Heuristiek en methode: de (on)mogelijkheid van bedrijfsgeschiedenis in België (19de-20ste eeuw)”, Belgisch Tijdschrift voor Nieuwste Geschiedenis, XXXIII 3-4, 2003, p. 319-356.
- Sofie De Caigny, “Waarom huisvrouwen modern zijn”, in: Karakter. Tijdschrift van Wetenschap, 9, 2005, p. 9-11.
- Sofie De Caigny, Annelies Nevejans en Provo Bregje, Handleiding architectuurarchieven. Deel 2: Materiële zorg, Centrum Vlaamse Architectuurarchieven, Antwerpen, 2007.
- Sofie De Caigny, Annelies Anseeuw en Ellen Van Impe (ed.), Het Gekwetste Gewest. Archievengids voor architectuurarchieven van de wederopbouw in de Westhoek na de Eerste Wereldoorlog, Centrum Vlaamse Architectuurarchieven, Antwerpen, 2009.
- Sofie De Caigny, Bouwen aan een nieuwe thuis. Wooncultuur in Vlaanderen tijdens het interbellum, Universitaire Pers Leuven, 2010.
- Renaat Braem, Het lelijkste land ter wereld, Sofie De Caigny en Ellen Van Impe (eds.), Centrum Vlaamse Architectuurarchieven en ASP editions, 2010.
- Sofie De Caigny (ed.), Maatwerk. Made to Measure. Concept and Craft in Architecture from Flanders and the Netherlands, Flanders Architecture Institute and Deutsches Architekturmuseum, Antwerpen, 2016.

### Selectie van publicaties als eindredacteur
- Birgit Cleppe, Christoph Grafe, Sofie De Caigny, en Pieter Uyttenhove, Architectuurboek Vlaanderen N°13: dit is een mosterdfabriek, Architectuurboek Vlaanderen 13. Vlaams Architectuurinstituut VAi, Antwerpen, 2018.
- Gideon Boie, Paoletta Holst, and Vjera Sleutel, Architectuurcultuur in Vlaanderen, Vlaams Architectuurinstituut, Antwerpen, 2019.
- De Caigny, Sofie, Luce Beeckmans, Isabelle Blancke, en Michiel de Cleene, Architectuurboek Vlaanderen N°14: wanneer attitudes vorm krijgen. Architectuurboek Vlaanderen 12, Vlaams Architectuurinstituut VAi, Antwerpen, 2020.